# 카우보이 비밥 천국의 문
《카우보이 비밥 천국의 문》(일본어: カウボーイビバップ 天国の扉, 영어: Cowboy Bebop: Knockin' on Heaven's Door)은 2001년 9월 1일 개봉한 극장용 애니메이션 영화이다.

## 스토리
군(軍)의 나노 머신 병기 실험에 이용됐던 '빈센트'는 그 병기를 탈취한 뒤 실험장소였던 토성의 타이탄에서 자취를 감춰 행방불명된다.
3년 후 그는 다시 나타나 탱크 로리 폭발사건을 계기로, 훔쳐낸 나노 머신 병기를 이용한 인류의 대량 말살 계획을 실행하게 된다.
주인공인 비밥호 크루-스파이크 스피겔, 페이 발렌타인, 제트 블랙, 에드는 빈센트의 꼬리를 추적하며 숨겨진 진실과 그의 계획을 막아내려 한다.

## 성우진
| 등장인물명      | 일본성우          | 한국성우 |
| --------------- | ----------------- | -------- |
| 스파이크 스피겔 | 야마데라 코이치   | 구자형   |
| 제트 블랙       | 이시즈카 운쇼     | 김기현   |
| 페이 발렌타인   | 하야시바라 메구미 | 정미숙   |
| 에드            | 타다 아오이       | 양정화   |
| 아인            |                   |          |
| 빈센트          | 이소베 츠토무     | 성완경   |
| 에렉트라        | 코바야시 아이     | 김선혜   |
| 펀치            | 타레키 츠토무     | 이인성   |
| 주디            | 나가사와 미키     | 차명화   |
| 안토니오        | 히라오 진         | 탁원제   |
| 카를로스        | 나카지마 토시히코 | 이인성   |
| 조빔            | 나카 히로시       | 손종환   |
| 래핑불          | 코야마 타케히로   | 김정호   |
| 라시드          | 미키 커티스       | 김익태   |
| 리 샘슨         | 우에다 유지       | 신용우   |
| 호프만          | 야라 유사쿠       | 문관일   |
| 샤도킨즈        | 이노우에 카즈히코 | 최재익   |
| 하리스          | 코스기 쥬로타     | 김정호   |
| 무라타          | 토비타 노부오     | 최한     |

## 제작진
- 원작：야타테 하지메
- 감독：와타나베 신이치로
- 제작 총지휘：요시이 타카유키（선라이즈）、카쿠타 료헤이（반다이 비주얼）
- 프로듀서：우에다 마스오、미나미 마사히코、타카나시 미노루
- 각본：노부모토 케이코
- 캐릭터 디자인／작화감독：카와모토 토시히로
- 메카닉 디자인：야마네 키미토시
- 세트 디자인：타케우치 시호
- 미술감독：모리카와 아츠시
- 색채설계：나카야마 시호코
- 연출：타케이 요시유키
- 메카닉 작화감독：고토 마사미
- 액션 작화감독：나카뮤라 유타카
- 음악：칸노 요코
- 음향감독：코바야시 카츠요시
- 촬영감독：오오가미 요이치
- 편집：카케스 슈이치
- 연주：The Seatbelts
- 제작：선라이즈・본즈・반다이 비주얼
- 배급：소니 픽쳐스 엔터테인먼트
- 배급・선전협력：토큐 레크리에이션

## 주제가
- 〈Ask DNA〉
  - 작사：Tim Jensen
  - 작곡：칸노 요코
  - 노래：Raj Ramayya